# Гренадерский сапёрный батальон
Гренадерский сапёрный Его Императорского Высочества Великого Князя Петра Николаевича батальон — инженерно-саперная часть Русской императорской армии. Входил в состав Гренадерского корпуса.
Старейшая часть инженерных войск в России. Старшинство 27 февраля 1797 года. Батальонный праздник — 29 июня. Дислокация — Сокольнические казармы, Москва (на февраль 1913 года).

## Предыстория
27 февраля 1797 года император Павел I основал пионерный полк в составе трёх батальонов (по три пионерные и одной минёрной роте в каждом). Перед полком была поставлена задача обеспечивать выполнение военно-строительных работ во время походов и боевых действий, а также скрытность работ. Полк использовался только по указанию главнокомандующего. В 1803 году пионерный полк был разделен на 1-й и 2-й пионерные полки двухбатальонного, а с 1806 года трёхбатальонного состава. В 1813 году из пионерных полков № 1 и № 2 были выделены роты на формирование трёхбатальонного сапёрного полка, в котором каждый батальон состоял из двух минёрных и двух сапёрных рот.

## История
В 1816 году 1-й и 2-й пионерные полевые полки и Сапёрный полк переформированы в отдельные батальоны четырёхротного состава, причём из Сапёрного полка были образованы 1-й и 2-й сапёрные батальоны. 1-й сапёрный батальон был сформирован из 3-го батальона Сапёрного полка (минёрные роты подполковника Сазонова и капитана Шильдера, сапёрная рота капитана Яныша) с присоединением минёрной роты из 2-го батальона (минёрная рота капитана Савича). С 1817 года расквартирован в Смоленске. В 1822 году переименован в Сапёрный батальон при Гренадерском корпусе. 25 октября 1829 года наименован Гренадерским сапёрным батальоном. Причислен к 1-й Сапёрной бригаде.
В 1828—1829 годах батальон участвовал в русско-турецкой войне, в том числе во взятии Браилова и Силистрии.
С 1850 года лагерь батальона, изначально входившего в состав Сводной сапёрной бригады вместе с Лейб-гвардейским и Учебным сапёрным батальонами, а также Понтонным парком Гвардейского пехотного корпуса, находился под Петергофом, затем, в 1868 году, был перенесен к селу Усть-Ижора Шлиссельбургского уезда. Сводная сапёрная бригада была организационно подчинена начальнику инженеров Отдельного гвардейского корпуса.
Полное действительное наименование Гренадерский сапёрный Его Императорского Высочества Великого Князя Петра Николаевича батальон присвоено в 1864 году.
В 1894 году вошёл в состав 6-й Сапёрной бригады Московского военного округа, расквартирован в г. Александрове (с 1906 года в Москве).
В 1910 году после расформирования сапёрных бригад вошёл в состав Гренадерского корпуса, расквартирован в Москве.
21 февраля 1917 переформирован по штату инженерного полка, переименован в Гренадерский сапёрный Его Императорского Высочества Великого Князя Петра Николаевича полк. 4 марта того же года в связи с отречением Николая II переименован в Гренадерский сапёрный полк.

## Знамя батальона
Знамя батальона пожаловано 27 февраля 1897 года. Георгиевское юбилейное знамя образца 1883 года. Кайма коричневая, шитьё серебряное. Навершие образца 1867 года (Георг. Арм.) высеребренное. Древко чёрное. Георгиевское знамя с надписью «За отличие при осаде и взятии Браилова и Силистрии в 1828 и 1829 годах.» («ЗА ОТЛИЧІЕ ПРИ ОСАДѢ / И ВЗЯТІИ БРАИЛОВА / И СИЛИСТРІИ ВЪ 1828 / И 1829 ГОДАХЪ»). «1797-1897». Свв. Петр и Павел.
- Александровская юбилейная лента с надписью «1897 ГОДА» «1797 г. ПІОНЕРНЫЙ ПОЛКЪ / 1817 г. САПЕРНЫЙ ПОЛКЪ / 1829 г. ГРЕНАДЕРСКІЙ САПЕРНЫЙ БАТАЛІОНЪ».
- Батальону пожалована 25 июля 1838 года скоба на знамя с вензелем Императора Павла I и надписью: «1797 г. Пионерный полк».

## Дислокация
Гренадерский батальон был расквартирован на современной улице Матросская Тишина в Сокольниках. Осенью 2013 года здание казармы, несмотря на протесты горожан, было незаконно снесено инвестором ОАО «494 УНР» ради освобождения территории под коммерческую застройку. Часть комплекса казарм, воинский храм Благовещения Пресвятой Богородицы «что при Сапёрном батальоне», построенный в 1906 году на противоположной стороне улицы на средства военных, проживавших в этих казармах, был отреставрирован к 2014 году.

## Шеф
Шеф или почётный командир:
- Эрцгерцог австрийский Иоанн, фельдмаршал и генерал-инспектор австрийского инженерного корпуса (с 1837 по 1859);
- Его Императорское Высочество Великий Князь Петр Николаевич (с 10 января 1864 по 4 марта 1917).

## Командиры
- 17.02.1813 — 17.01.1819 — подполковник Сазонов, Михаил Гаврилович
- 17.01.1819 — 11.03.1826 — полковник Ден, Иван Иванович
- 11.03.1826 — 29.02.1832 — подполковник Каппель, Фёдор Иванович
- 29.02.1832 — 07.02.1843 — подполковник Малофеев, Ясон Иванович
- 07.02.1843 — 04.11.1847 — полковник Дубенский, Пётр Николаевич
- 04.11.1847 — 30.03.1852 — полковник Рашет, Владимир Антонович
- 30.03.1852 — 11.04.1855 — полковник Труссон, Александр Иванович
- 11.04.1855 — 25.01.1856 — полковник Мичурин, Аркадий Михайлович
- 25.01.1856 — 25.05.1863 — полковник Дебоа, Александр Алексеевич
- 25.05.1863 — 15.09.1866 — полковник Шванебах, Фридрих Антонович
- 15.09.1866 — 25.11.1869 — полковник Томиловский, Пётр Петрович, создатель понтонного парка
- 25.11.1869 — 22.06.1872 — полковник Зеземан, Эдуард Эдурдович
- 22.06.1872 — 03.08.1877 — полковник Санников, Николай Иванович
- 29.08.1877 — 19.06.1883 — флигель-адъютант полковник Случевский, Капитон Константинович
- 19.06.1883 — 08.06.1886 — полковник Лисовский, Михаил Иорданович
- 08.06.1886 — 29.09.1894 — полковник Чудовский, Адольф Алексеевич
- 29.09.1894 — 22.12.1894 — полковник Миклашевский, Александр Михайлович
- 22.12.1894 — 04.09.1903 — полковник Николенко, Николай Михайлович
- 16.10.1903 — 25.09.1906 — полковник Липинский, Виктор Петрович
- 29.09.1906 — 26.06.1910 — полковник Ершов, Александр Павлович
- 05.07.1910 — 20.08.1916 — полковник (с 06.12.1915 генерал-майор) Томиловский, Евгений Петрович
- 17.09.1916 — после 03.04.1917 — командующий подполковник Ганин, Александр Николаевич

Командиры полка:
- 17.05.1917 — xx.xx.1917 — полковник Марков, Константин
- xx.xx.1917 — xx.xx.xxxx — подполковник Ганин, Александр Николаевич

## Знаки различия

### Погоны
Вместо обычной шифровки на погонах всех нижних чинов батальона наносился вензель высочайшего шефа Его Императорского Высочества Великого Князя Петра Николаевича, что противоречило обычной практике, когда вензель шефа носили чины только 1-й роты батальона (так называемой шефской роты).

## Известные люди, служившие в батальоне
- Жолтиков, Александр Семёнович — генерал-майор русской императорской армии
- Кренке, Виктор Данилович — генерал-лейтенант, участник русско-турецкой войны 1877—1878 гг.
- Клокачёв, Пётр Николаевич — генерал-майор, инженер-фортификатор
- Огородников, Фёдор Евлампиевич — генерал-лейтенант русской императорской и комдив Красной армии.
- Орловский, Николай Осипович — военный инженер, участник Туркестанских и Кавказских походов
- Тотлебен, Эдуард Иванович — военный инженер и фортификатор.
- Франк, Борис Дмитриевич — генерал-майор русской императорской армии